# Borta med tiden
Borta med tiden (engelska: Flight of the Navigator) är en amerikansk science fiction-film som hade biopremiär i USA den 30 juli 1986, regisserad av Randal Kleiser och skriven av Mark H. Baker och Michael Burton med Joey Cramer i huvudrollen. 

## Handling
Den 4 juli 1978 är 12-årige David på väg genom en skog för att hämta sin lillebror hos en vän. David faller ner i en ravin och blir medvetslös. När han vaknar upptäcker han efter ett tag att han har flyttats åtta år fram i tiden utan att åldras och hans lillebror är nu sexton år.  
Ett UFO kraschar och konfiskeras av NASA. När David tas till ett sjukhus för tester upptäcker man kopplingar mellan David och rymdskeppet. 

## Om filmen
Filmen spelades delvis in i Fort Lauderdale i Florida.

### Fotnoter
1. ↑  ”Flight of the Navigator” (på engelska). Box Office Mojo. 30 juli 1986. http://www.boxofficemojo.com/movies/?id=flightofthenavigator.htm. Läst 1 oktober 2016.